# UK funky
UK funky (også kendt som Funky, UKF og UK funky house) er en EDM-genre som opstod i London i midten af 2000'erne. Genren trækker indflydelser fra stilarter afledt fra UK garage (inkluderende grime) og en bred rækkevide af regionale stilarter såsom soca, dancehall og tribal house.. UK funky er også karakteriseret ved dets typiske glade og muntre lyd, ofte med elementer fra moderne R&B og i nogle tilfælde fra broken beat og kontrastede derfor også med bassline og dubstep-genrer.
Selvom UK funkys popularitetsbølge stort set eroderede allerede i starten af 2010'erne, hvor dubstep hurtigt fik genindtjent sin popularitet i undergrundsklubber, fik genren formet mange tendenser i britisk electronica. UK bass og future garage har taget meget indflydelse fra UK funky. Denne indflydelse flød sammen med opstandelsen af hard drum-bølgen. Drakes sang "One Dance" har taget samples fra Paleface's UK funky-hit "Do You Mind", hvilket fik ledt til en fornyet interesse i genren, især også med popularitetsstigningen af afrobeats-scenen fra daværende tidspunkt. Afroswings fødsel i slutningen af 2010'erne var også et eksempel på, at producer nu begyndte at genansøge indflydelser fra genren ind i populære afro-britiske musikgenrer.